# 王甲本
王甲本（1901年—1944年9月7日），字立基，云南平彝人，中華民國軍人，官至中將。他為中日戰爭期間陣亡的中國軍方高級將領之一。

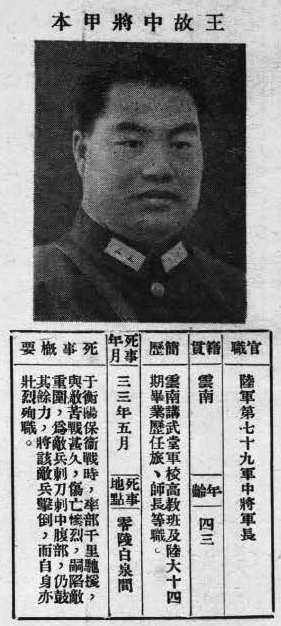
《抗戰軍人忠烈錄》（第一輯）中的王甲本烈士遺像

## 生平
王甲本為中華民國國民革命軍高級將領，滇軍將領，畢業於雲南陸軍講武堂第十四期，日後一直在滇系軍閥內任職，抗日戰爭爆發時任18軍98師副師長，而後因戰功
一路晉升，1941年時升為79軍中將軍長，長期在第九戰區進行防衛任務。
1944年日軍發動長衡會戰期間，79軍為拯救第十軍的解危部隊之一，但是最後經歷將近一個月的攻堅後並未成功打破日軍包圍，衡陽失守，七十九軍也因此往南撤退至湖南東安一帶構築防線防止日軍南侵廣西；1944年9月7日，他於桂柳會戰中在軍部遭到日本陸軍第十一軍攻擊，陣亡於湖南東安，死後追贈陸軍上將。
1985年10月，中华人民共和国民政部授予王甲本“革命烈士”。